# 特奥多尔·亨施

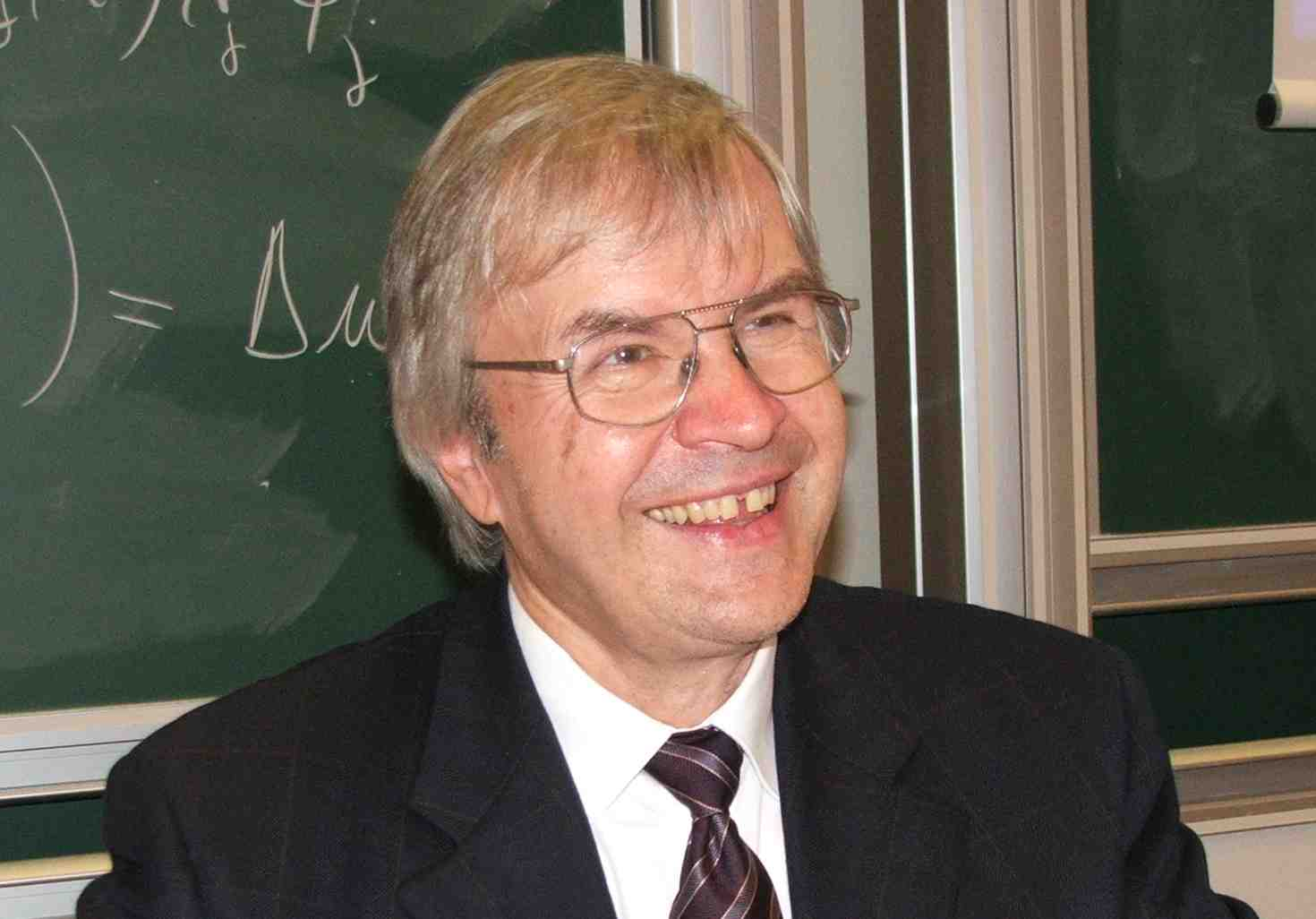
特奥多尔·亨施

特奥多尔·亨施 （德語：Theodor Wolfgang Hänsch，1941年10月30日—）是一位德国物理学家。

## 生平
出生于德国海德堡。因为对光学梳形频谱技术等激光精确光谱学发展上的贡献，与约翰·霍尔共同获得2005年诺贝尔物理学奖奖金的一半，另一半授予了罗伊·格劳伯。特奥多尔·亨施是马克斯·普朗克学会（量子光学）的理事，也是德国巴伐利亚慕尼黑大学实验物理学和激光光谱学教授。
在海德堡获得博士学位后，1972年到1986年，亨施在加利福尼亚的斯坦福大学任教授。苹果公司前任首席执行官斯蒂夫·乔布斯就是他的学生。1986年，亨施回到德国，主持马克斯·普朗克学会的量子光学研究所。1988年，他荣获德国科学基金会的“戈特弗里德·威廉·莱布尼茨奖”。2005年，他又获得德国化学学会及物理学会颁发的奥托·哈恩奖。
亨施的学生卡尔·威曼于2001年获得诺贝尔物理学奖。

## 获奖
- 1973年 “加利福尼亚年度科学家”
- 1988年 德国科学基金会“戈特弗里德·威廉·莱布尼茨奖”
- 1989年 Faisal国王国际激光科学奖
- 2000年 德国物理学会“施特恩-格拉赫奖章”
- 1998年 2000年度菲利普·莫瑞斯研究奖
- 2002年 Alfried-Krupp-科学奖
- 2003年 联邦十字勋章 德意志联邦共和国一等勋章
- 2003年 巴伐利亚科学和艺术最高勋章
- 2005年 奥托·哈恩奖
- 2005年 美国光学学会 Frederic Ives 奖章
- 2005年 诺贝尔物理学奖